# Druk Stars Football Club
Druk Stars Football Club, ou apenas Druk Stars, foi um clube de futebol butanês baseado na cidade de Thimbu. A equipe disputou a então A-Division (que, em 2012, deu origem à Premier League do Butão) à partir de 2002, quando conquistou seu primeiro título, até 2010, com sua segunda conquistada ocorrendo em 2009. Esteve ausente à partir de 2011, mas jogou e venceu a B-Division de 2012, garantindo seu retorno à elite do futebol local. Além de seus dois títulos da A-Division e um da B-Division, eles também representaram o Butão na Copa dos Presidentes da AFC de 2010.
Ao final da temporada de 2020, o clube foi dissolvido após a decisão da Federação de Futebol do Butão de banir permanentemente o proprietário do clube por manipulação de resultados durante aquele ano.

## História

### 1997–2000
O Druk Star foi formado por Thinley Dorji, professor da Changangkha Junior High School, uma escola da cidade de Thimbu, capital do Butão, como um meio para dar aos alunos da escola algo para fazer. O início foi difícil, uma vez que não havia fundos e nem sequer um treinador formal. No entanto, o patrocínio das empresas locais Pe Khang Enterprises e Lhazeen Printers proporcionou ao clube dinheiro suficiente para iniciar seu progresso. Em 1999, a equipe chegou à final da B-Division e foi promovido à A-Division pela primeira vez. Além de jogadores da Changangkha Junior, o clube fortaleceu seu elenco atraindo outros do Sherubtse College, uma das mais importantes universidades do país.

### 2001, o primeiro título
Na temporada 2001, não se qualificou na Thimpu League, torneio classificatório dentro da divisão principal. No entanto, após o Phuentsholing United e o Chukka FC se retirarem, o Druk Stars entrou como substituto, sendo sorteado no Grupo B da primeira fase ao lado de Samtse e Gomtu. Derrotaram o Gomtu por 5–0 no primeiro jogo e, na sequencia, o Samtse por 2–1, para avançar às semifinais, onde enfrentaram o Drukpol em 14 de agosto, alcançando mais um triunfo, desta vez por 1 a 0, com um gol marcado por Dorji aos 21 minutos da primeira etapa. O resultado garantiu o Druk Stars na decisão do torneio. Na final, disputada no Changlimithang Stadium, enfrentaram mais uma vez Samtse, que havia derrotado o Thimphu por 3–1 na outra semifinal. O Druk Stars fez 3 a 0, com um gol de de Karma Jambayang aos dez minutos, e mais dois no segundo tempo, marcados por Jigme Tobgay aos 68 minutos e Sonam Gyeltshen aos 81, para registrar o primeiro campeonato nacional da história da equipe.[carece de fontes?]

### 2002-2005
A posição final do Druk Stars no torneio de 2002, onde o Drukpol sagrou-se campeão, é desconhecida. Em 2003, o clube teve uma temporada mediana, perdendo três de seus oito jogos, além de dois empates e outras três vitórias, para terminar em quinto lugar entre nove equipes concorrentes, nove pontos abaixo do Drukpol, campeão invicto daquele ano.[carece de fontes?]
Seu desempenho no ano seguinte é desconhecido. Naquele ano o Transport United venceu a liga. 2005 foi outra temporada mediana para o Druk Star, terminando a primeira fase A-Division em quarto lugar entre sete participantes, vencendo quatro, empatando dois e perdendo seis de seus doze jogos. Foi o suficiente para classificar o time para a fase seguinte, onde tiveram mais sucesso. Após um empate contra o Royal Bhutan Army em 1-1 no tempo normal, alcançaram a vitória na disputa de pênaltis (4–1), avançando para a grande final disputada em 8 de Setembro, contra o Drukpol. Apesar de dois gols de Navin Gurung e de outro gol contra marcado pelo rival, eles perderam por 5–3.[carece de fontes?]